# Kanayama Minami
Le Kanayama Minami building (金山南ビル) est un gratte-ciel construit à Nagoya au Japon en 1998. Sa hauteur est de 135 mètres.
La surface de plancher de l'immeuble est de 61 098 m2.
L'immeuble a été conçu par l'agence d'architecture Nihon Sekkei (ja).